# Matthias Mayer
Matthias Mayer (født 9. juni 1990) er en østrigsk alpin skiløber og olympisk mester.